# Lluís de Queralt i d'Icart
Lluís de Queralt i d’Icart (Santa Coloma de Queralt, 1 de novembre de 1551 – Madrid, ca. 27 d’octubre de 1606) va ser un militar català al servei de la Corona Hispànica. És el segon fill dels barons de Santa Coloma, Guerau de Queralt i Cardona i Comtessina d’Icart i d'Agustí.

## A recer de Lluís de Requesens
Comença la carrera militar sota la protecció de Lluís de Requesens i Zuñiga. La seva primera participació militar és a la rebel·lió de les Alpujarras (1568-71). Posteriorment, combat a la batalla de Lepant en la galera Granada, del mateix Lluís de Requesens. Damià Amorós considera que el secundogènit dels Queralt podria ser una de les figures representades en el fresc renaixentista del palau-castell de Santa Coloma de Queralt, que il·lustra la victòria de la Santa Aliança contra l’imperi otomà.
Segons documenta Joan Segura i Valls, Pius V va emetre una butlla el 4 d’abril de 1572 concedint indulgència plenària a tots els qui resessin per l’ànima de Lluís de Queralt, per la Mare de Déu d'Agost, a Santa Maria de Bell-lloc.
En els següents anys, Lluís de Queralt continua seguint les passes de Lluís de Requesens en les expedicions i desplaçaments d’aquest a Llombardia, Flandes i Zelanda. El 9 de març de 1575 és nomenat capità d’una companyia d’infanteria. La tardor d’aquest any combat a Duiveland, Schoonhoven, Bonnemee i posa setge a Zierikzee. A finals d’any demana més recursos econòmics per la seva companyia; com que no en va rebre, el gener de 1576 es veu obligat a retornar a Brussel·les, on dos mesos més tard morirà el seu protector Lluís de Requesens.

## Anys de maduresa
Per ordre de Juan de Austria, abandona definitivament els Països Baixos el 1577, juntament amb tota la infanteria espanyola. El 1578 demana una mercè a la Cort Hispànica per poder prosseguir la seva carrera militar. Dos anys més tard, obté una provisió per a servir a les galeres de Nàpols de Joan de Cardona (1580). En canvi, no obtindrà cap de les pretensions a les quals aspira el 1584, ni com a General de Flota de les Índies, ni per liderar una esquadra assentada al Mediterrani. A jutjar per aquestes candidatures, Víctor Jurado considera que l’objectiu de Lluís de Queralt era escalar en la carrera militarment, amb independència del destí o la missió que li fos encomanada. Vers aquestes dates, ja apareix nomenat com a comanador de la Fresneda.
El 1587 se li encarrega aixecar una companyia d’infanteria del Camp de Tarragona i la vegueria de Vilafranca del Penedès, que formaria part de l’Armada Invencible que havia de combatre contra Anglaterra. Lluís va comandar el Terç de Queralt, format per 1.900 integrants, conformat per nobles, plebeus i una gran quantitat de bandolers.
Desistit l’intent de conquerir Anglaterra, el Terç de Queralt és mobilitzat el 6 de setembre del 1588 per al setge de Bergen.

## Testament
Lluís va morir a Madrid a finals d’octubre del 1606, poques setmanes després que ho fes el seu germà Pere, primer comte de Santa Coloma. Segons les disposicions testamentàries, el seu hereu -que esdevindria Dalmau III de Queralt—s'havia de comprometre a destinar 125 lliures anuals a obres d’embelliment de Santa Maria de Bell-lloc.